# 미승우
미승우(米昇右, 1930년 11월 2일~1988년 5월 15일)는 대한민국의 수필가 및 국어국문학자 겸 한글학자 및 어문 문법학 교육인이었다. 주요 저서(자작 저술)로는 1977년 《동물의 세계》, 1983년 《일제 농림수탈상》, 1988년 《새 맞춤법과 교정의 실제》 등이 있다.

## 생애

### 출생과 본관
일제 시대 함북 경성에서 출생하였고, 본은 재령(載寧)이다.

### 문필 및 학술 활동

#### 업적
국어 문학적인 문법학에 정통한 교과서 연구가로 유명하였던 그는, DBS 라디오 동아방송 자연보호홍보담당위원 등으로 임직하며, 교과서 연구에 기여하여 별세하기 이전까지 대한민국 초·중·고등학교 교과서의 국어 및 한글 문법 오류 등을 바로 잡는 데에 기여하는 등, 학술 교육 사회 공헌 분야에 진전하였다.

### 학력
- 1949년 함북경성고등보통학교 졸업 (23기)
- 1950년 함북청진교원대학교 동생물분류과학교육학과 2학년 중퇴[2]

## 주요 저서

### 저술
- 《동물의 세계》(1977년, 교학사)
- 《일제 농림수탈상》(1983년, 녹원출판사)
- 《새 맞춤법과 교정의 실제》(1988년, 어문각) ... 1988년 2월 22일 이 저서를 마지막으로 펴내고 나서, 불과 석달도 아니 되어 갑자기 급병으로 인해 하세.